# Édouard Tétreau
Pour les articles homonymes, voir Tétreau.
Édouard Tétreau, né le 8 mai 1970 est conseiller de dirigeants d’entreprises, chroniqueur et essayiste français. Il est le fondateur de Mediafin (novembre 2004) et de l'association Les Ponts Neufs, créée en septembre 2021[réf. nécessaire].  

## Formation et carrière
Il étudie au lycée Saint-Louis-de-Gonzague à Paris, avant d'intégrer HEC Paris, dont il sort diplômé en 1992.
Le 8 février 1997, il épouse Alexandra Pelier. Ils ont trois enfants : Joséphine, Marguerite et Mazarine.
Après une douzaine d'années dans l'industrie des médias et de la finance, il fonde en 2004 Mediafin, société de conseil en stratégie[réf. souhaitée]. Il est également administrateur de la Maison française à l'université Columbia[réf. nécessaire] et a été enseignant à HEC Paris, pour le cours « Managing in Times of Financial Crises ». 
Il est membre de la promotion 2013 des « Young Leaders » de la France China Foundation.

## Prises de position
Le 16 mars 2000, il publie dans Le Monde, comme analyste financier au Crédit lyonnais, un article sur l'imminence d'une bulle internet et d’un krach. En mars 2002, il publie une note sur Vivendi Universal, qui contribuera au départ de son PDG Jean-Marie Messier[pas clair].
Autour de la sortie de son premier livre, Analyste au cœur de la folie financière publié en 2005, il s'exprime sur les dérives du système financier et de ses acteurs les plus adeptes du court-terme, les « investisseurs zappeurs »[réf. nécessaire].
En 2006, s'exprimant devant la commission des Finances du Sénat, il souligne la nécessité pour l'économie et la société françaises de se préparer à un arrêt brutal de la période de « surabondance financière » qui semblait alors prévaloir, la correction lui paraissant « inévitable ».
À cette période, du fait de l'aggravation de la crise européenne, la quasi-totalité de ses chroniques pour Le Monde, Le Figaro, Les Échos, ou ses interventions publiques au Parlement français, en Chine, ou à New York, contiennent un appel à faire d'urgence les États-Unis d'Europe.  
Devenu chroniqueur pour Les Échos, il continue de promouvoir une politique économique, diplomatique et de défense unifiée en Europe. Il le fait avec le European Council on Foreign Relations, dont il prend la direction à Paris jusqu’à décembre 2014. À ce poste, il dit constater l’impuissance de la Commission européenne à mettre en œuvre un vrai plan de relance de l’Europe.
À l'automne 2014, il présente au Conseil pontifical de la culture une note dans laquelle il propose une initiative du pape François à New York, face aux risques de déshumanisation rapide de nos sociétés, du fait de la financiarisation excessive et de la numérisation rapide de l'économie mondiale. Cette note, intitulée « L’espèce humaine survivra-t-elle à l’économie du XXIe siècle ? », a été traduite en douze langues sur le site du Parvis des gentils.
Il soutient Emmanuel Macron pour l'élection présidentielle française de 2017, contribuant notamment aux questions de défense et aux relations avec le monde catholique de son programme,. Il publie en 2022 un article où il analyse le phénomène de la « grande démission » (en anglais : The Great Resignation), cette sorte d’abattement collectif qui touche selon lui tous les pays du monde occidental, et tous les secteurs de nos économies, y compris les métiers essentiels de l’éducation nationale, de la police et des hôpitaux qui peinent à recruter.

## Prix
- Prix des lecteurs du livre d'économie 2005 pour son livre Analyste : au cœur de la folie financière[18].

## Publications
- Analyste : au cœur de la folie financière, Paris, éditions Grasset et Fasquelle, 2005, 277 p. (ISBN 978-2-246-67661-4).
- 20.000 milliards de dollars, Paris, éditions Grasset et Fasquelle, 2010, 275 p. (ISBN 978-2-246-74111-4).
- Quand le dollar nous tue, Paris, éditions Grasset et Fasquelle, 2011, 123 p. (ISBN 978-2-246-78613-9).
- 《二十万亿美元：强大美国的背后》出中文版, Pékin, CHINA Citic Press,‎ 2012.
- Au-delà du mur de l'argent, Paris, éditions Stock, 2015, 193 p. (ISBN 978-2-234-07736-2).
- Les états généraux en 2022, éditions de l'Observatoire, 2020.